# Los Naranjos, Tamaulipas
Los Naranjos är en ort i Mexiko.   Den ligger i kommunen Reynosa och delstaten Tamaulipas, i den nordöstra delen av landet, 700 km norr om huvudstaden Mexico City. Los Naranjos ligger 38 meter över havet och antalet invånare är 101.
Terrängen runt Los Naranjos är mycket platt. Runt Los Naranjos är det ganska tätbefolkat, med 62 invånare per kvadratkilometer. Närmaste större samhälle är Reynosa, 13,0 km nordväst om Los Naranjos. Trakten runt Los Naranjos består till största delen av jordbruksmark.